# Phlyctema dissepta
Phlyctema dissepta är en svampart som beskrevs av Berk. 1855. Phlyctema dissepta ingår i släktet Phlyctema och familjen Dermateaceae.   Inga underarter finns listade i Catalogue of Life.